# Gryllotalpa octodecim
Gryllotalpa octodecim är en insektsart som beskrevs av Baccetti och Capra 1978. Gryllotalpa octodecim ingår i släktet Gryllotalpa och familjen mullvadssyrsor. Inga underarter finns listade i Catalogue of Life.